# Hlinná
Hlinná település Csehországban, a Litoměřicei járásban. Hlinná Žitenice, Miřejovice, Litoměřice, Kamýk, Ústí nad Labem és Malečov településekkel határos. Lakosainak száma 293 fő (2024. január 1.).

## Népesség
A település lakosságának változását az alábbi diagram mutatja:
| Lakosok száma | 1051 | 954  | 865  | 325  | 138  | 147  | 253  | 266  | 296  | 293  |
|               | 1869 | 1890 | 1921 | 1950 | 1980 | 2001 | 2017 | 2019 | 2022 | 2024 |